# Aufstand der Pariser Sansculotten vom 31. Mai bis zum 2. Juni 1793

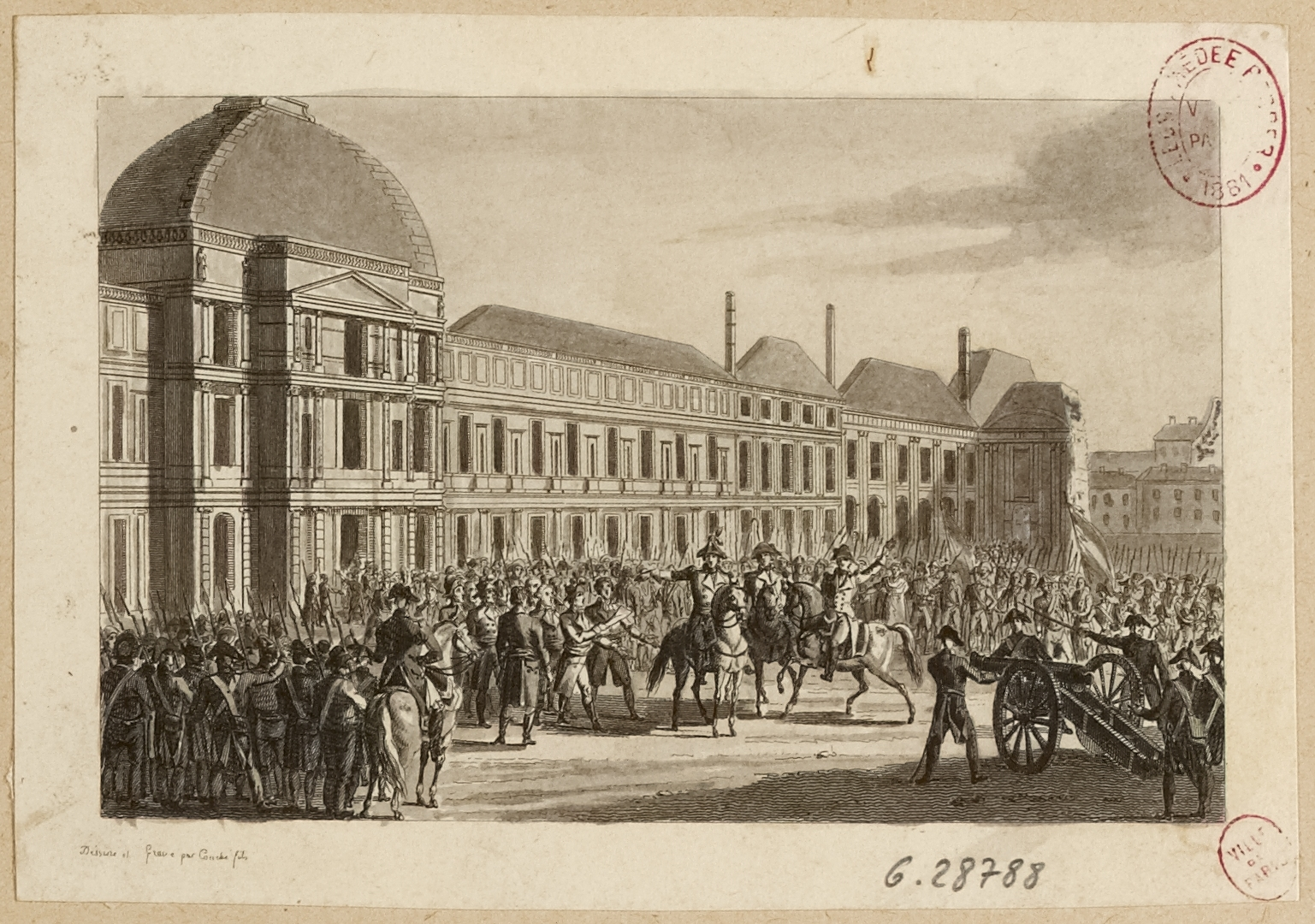
Aufstand am 31. Mai, 1. und 2. Juni 1793: Bedrohung des Konvents im Vorhof der Tuilerien durch Aufständische und Nationalgarde

Der Aufstand der Pariser Sansculotten vom 31. Mai bis zum 2. Juni 1793 stellt einen bedeutenden Meilenstein in der Geschichte der Französischen Revolution (1789–1799) dar.
Im Frühjahr 1793 herrschte in Frankreich eine wirtschaftliche und politische Krise, die ständig an Schärfe zunahm. Die Sansculotten in Paris, vor allem Kleinhandwerker, kleine Gewerbetreibende und lohnabhängige Besitzlose, machten für die Krise die Girondisten, die stärksten politischen Gegner der Jakobiner, verantwortlich und radikalisierten sich, je länger die wirtschaftliche Misere fortdauerte, immer mehr. Gleichzeitig gelang es der Bergpartei durch die Agitation ihrer Redner und Zeitungen die in Sektionen, Gemeinderäten, Stadtverwaltung und Jakobinerklub vertretenen Pariser Sansculotten auf ihre Seite zu ziehen und im späten Frühjahr 1793 gegen ihre Feinde, die Girondisten, zu mobilisieren, um die Gironde als relevante politische Kraft auszuschalten. Um dieser Gefahr zuvorzukommen, ließ der von der Gironde dominierte Konvent einige führende radikale Jakobiner und den Präsidenten einer oppositionellen Sektion im April und Mai 1793 verhaften und ging gegen die auf Seiten der Sansculotten und Jakobiner stehende Kommune (Stadtregierung und Stadtrat von Paris) sowie gegen die Sektionen der Hauptstadt vor. Jedoch löste dies am 31. Mai 1793 einen Aufstand der radikalen hauptstädtischen Aktionsgruppen (Sektionen, Kommune, Volkskomitees) gegen die girondistischen Wortführer im Konvent aus, der am 2. Juni 1793 mit der völligen Entmachtung der Gironde endete. Dadurch wurde die Herrschaft der Jakobiner begründet und die politische Situation in Frankreich noch weiter radikalisiert.

## Ursachen
Im Winter 1792/93 und dem darauf folgenden Frühjahr herrschte in Frankreich eine große Teuerung. Aufgrund der ständigen Ausgabe neuer Assignaten verlor dieses neue Zahlungsmittel ständig an Wert. Die Erzeuger von Lebensmitteln und Waren hatten immer weniger Interesse, ihre Produkte gegen abgewertete Assignaten einzutauschen. Getreide und andere Waren und Bedarfsgüter wurden zurückgehalten, was eine Verknappung und Verteuerung der meisten Waren bewirkte. Ein Großteil der Einwohner von Paris, besonders die unteren Volksschichten, litt Not und Hunger. Die Girondisten im Nationalkonvent, deren Vertreter in der Vergangenheit teilweise stark für die Freiheit des Handels und gegen Eingriffe des Staates in die Wirtschaft eingetreten waren, wurden für die Teuerung und den Hunger verantwortlich gemacht (u. a. der frühere girondistische Innenminister Roland).
Viele girondistische Abgeordnete hatten schon vorher an Ansehen unter Jakobinern und Sansculotten eingebüßt, weil sie im Prozess gegen den König Milde gezeigt hatten (vielfach hatten sie nur für dessen Verurteilung zu einer Gefängnisstrafe oder zum Tod mit aufschiebender Wirkung oder für die Todesstrafe unter Vorbehalt der Zustimmung des Volks votiert).
Die schlechte Wirtschaftslage, die militärischen Rückschläge der französischen Republik in Belgien und beim Aufstand der Vendée sowie die Trägheit der Minister, darunter der beiden girondistischen Minister Étienne Clavière und Pierre Henri Lebrun-Tondu, verursachten bei vielen Sansculotten Verbitterung, Aufsässigkeit und politische Radikalisierung.
Anfang März 1793 waren österreichische Truppen unter Prinz Friedrich Josias von Sachsen-Coburg-Saalfeld (Prinz von Coburg) und Erzherzog Karl siegreich ins französisch besetzte Belgien eingefallen und hatten Tongern erobert und kurz darauf Lüttich eingenommen.
Am 18. März erlitt die französische Revolutionsarmee unter ihrem Oberkommandierenden Charles-François Dumouriez bei Neerwinden gegen die österreichischen Truppen eine schwere Niederlage, was zur Folge hatte, dass ganz Belgien von den Österreichern und Preußen besetzt wurde.
Als kurz darauf – Ende März 1793 – der Oberkommandierende Dumouriez im Zusammenhang mit seinen Umsturzplänen geheime Verhandlungen mit der österreichischen Armeeführung in Belgien aufnahm und am 1. April 1793 die zu ihm entsandten vier Konventsbeauftragten und den ebenfalls zu ihm entsandten Kriegsminister Pierre Riel de Beurnonville an die Österreicher auslieferte und anschließend selbst zum Feind überlief, bewirkte dieser Verrat auf Seiten der Pariser Sansculotten und Jakobiner einen sprunghaften Anstieg von Misstrauen und Feindseligkeiten gegenüber der Gironde, weil Dumouriez mit dem Wortführer der Girondisten im Konvent, dem bekannten Abgeordneten Jacques Pierre Brissot, befreundet gewesen war, und folglich Brissot und andere Girondisten mit den verräterischen Umtrieben Dumouriez in Verbindung gebracht wurden (u. a. hatte der girondistische Abgeordnete Armand Gensonné bis Dezember 1792 im Briefwechsel mit Dumouriez gestanden).
Bereits am 3. April 1793 forderte Robespierre, alle Komplizen des Verräters Dumouriez, vor allem dessen Freund Brissot, vor Gericht zu stellen, und eine Woche später klagte er die Gironde heftig im Konvent wegen deren angeblicher Verstrickung in den Verrat von Dumouriez an. Kurz darauf, am 15. April 1793, überreichte eine vom Pariser Bürgermeister Jean Nicolas Pache angeführte Abordnung der hauptstädtischen Sektionen dem Konvent eine drohende Petition gegen 22 girondistische Abgeordnete, denen Föderalismus, Aufrufe zum Bürgerkrieg, Verleumdungen gegen das Volk von Paris und Zusammengehen mit Dumouriez zur Last gelegt wurden.
Angesichts der zunehmenden Erfolge der aufständischen Bevölkerung der Vendée gegen die Pariser Zentralregierung, des bis dahin beispiellosen Verrats durch einen militärischen Oberbefehlshaber und der drohenden Invasion Nordfrankreichs durch feindliche Armeen rückten viele Konventsabgeordnete der „Plaine“ auf die Seite der Bergpartei nach links, obwohl sie im Abscheu auf Robespierre und Marat mit den Girondisten einig waren. Mehr und mehr stimmte das Zentrum mit der Bergpartei für die revolutionären Notstandsmaßnahmen und kritisierte den Widerstand der Gironde gegen diese Maßnahmen. Die Bergpartei warf der Gironde schon seit längerem vor, dass diese zu gemäßigt sei. Überdies hatten die Girondisten den einflussreichen Abgeordneten und Volkstribun Georges Danton durch die Beschuldigung, er habe mit dem Verräter Dumouriez paktiert, in die Arme der weiter links stehenden Jakobiner um Robespierre getrieben. Im politischen Geschehen der Hauptstadt isolierten sich die Girondisten zunehmend und verloren rapide an Unterstützung.
Zwei Aktionen der Girondisten führten schließlich dazu, dass diese bei den Kleinhandwerkern, kleinen Gewerbetreibenden und lohnabhängigen Besitzlosen der Hauptstadt alle Sympathien einbüßten und jegliche Unterstützung verloren:
Zum einen beging die Gironde die Unklugheit, den bei den Pariser Sansculotten überaus beliebten linken Zeitungsherausgeber und populären Abgeordneten der Bergpartei, Jean Paul Marat, durch eine Anklage vor dem Pariser Revolutionstribunal politisch auszuschalten, was jedoch gründlich fehlschlug, denn Marat wurde am 24. April 1793 durch das Tribunal unter dem Jubel der Zuschauer von allen Anklagepunkten freigesprochen. Zum anderen widersetzte sich die Gironde im Konvent am Tage nach dem Freispruch Marats der Einführung eines Höchstpreises auf Getreide, einer Kernforderung der ärmeren Bevölkerung, die durch den starken Anstieg der Brotpreise große Not litt.
Weitere politisch ungeschickte und teilweise unkluge Handlungen der girondistischen Abgeordneten und des von der Gironde zeitweise dominierten Konvents verstärkten die Feindschaft der unteren Volksschichten und die Gegnerschaft der auf Seiten des Volks stehenden Stadtbehörden von Paris gegenüber den Girondisten.
Am 18. Mai 1793 klagte der Girondist Élie Guadet im Konvent die Pariser Stadtbehörden an und forderte ihre Auflösung, weil er erfahren hatte, dass sie Vorbereitungen zu einem Aufstand getroffen hatten. Die daraufhin gebildete Parlamentskommission aus zwölf Abgeordneten (die so genannte „Zwölferkommission“), welche die Beschlüsse der Pariser Stadtbehörden prüfen, die Minister anhören und Nachforschungen hinsichtlich von Umtrieben gegen die öffentliche Ordnung anstellen sollte, wurde unkluger Weise vor allem mit jungen Abgeordneten der Rechten und überzeugten Girondisten besetzt, was als Angriff auf die Stadtverwaltung und Brüskierung aller linken Kräfte in Paris verstanden wurde.
Eine weitere Kampfansage an Sektionen, Sansculotten und Jakobiner von Paris war der auf die Zwölferkommission zurückgehende Konventsbeschluss vom 25. Mai 1793, die Tagungsdauer der Sektionssitzungen auf 10 Uhr abends zu begrenzen.
Angesichts der Nachrichten über die zunehmende Bedrohung von Paris durch die an der französischen Nordgrenze stetig vorrückenden österreichischen und englischen Truppen lagen die Nerven bei vielen Sansculotten und Jakobinern ohnedies blank. Am 23. Mai 1793 hatten vereinigte österreichisch-englisch-niederländische Einheiten das französische Nordheer aus seinem Lager bei Famars (Schlacht von Famars) vertrieben und die strategisch wichtige Festung Valenciennes an der Schelde eingeschlossen, was eine große Bedrohung der nur ca. 200 km entfernten französischen Hauptstadt zur Folge hatte.
Viele Sansculotten und Jakobiner legten den ungünstigen Kriegsverlauf den Girondisten zur Last, wohl auch deshalb, weil die Girondisten – obwohl eigentlich Kriegsbefürworter – nicht bereit waren, ausreichend finanzielle Mittel für den Krieg zur Verfügung zu stellen. Durch ihren diesbezüglichen Widerstand im Konvent ermutigte die Gironde die Untätigkeit und das Unvermögen der Départementverwaltungen, die den Verkauf der Emigrantengüter – eine zur Kriegsfinanzierung vorgesehene Haupteinnahmequelle – nicht voranbrachten. Viele Sansculotten und Jakobiner waren davon überzeugt, dass die Gironde durch ihre teils abwartende teils verweigernde Haltung den inneren und äußeren Feinden der Revolution in die Hände arbeitete.
Die jakobinische Presse und radikale Redner bestärkten die Sansculotten und Jakobiner in ihrer feindseligen Haltung gegenüber der Gironde und hetzten viele Menschen gegen die Girondisten auf. Zum Beispiel zog Marat am 18. Mai 1793 heftig in einer Konventsrede gegen die Girondisten vom Leder, vor allem durch die Behauptung, die Gironde sei ein Freund der Vendée.
Auch die Schmähschrift „Histoire des Brissotins ou Fragment de l’histoire secrète de la Révolution“ (Geschichte der Anhänger Brissots oder Fragment der geheimen Geschichte der Revolution) des Journalisten und Danton-Freundes Camille Desmoulins trug viel zum schlechten Renommee der Girondisten in der öffentlichen Meinung großer Teile Frankreichs bei, vor allem nachdem das Pamphlet am 19. Mai 1793 im Pariser Jakobinerklub verlesen und an alle Jakobinerklubs in der Provinz versandt worden war.

## Eskalation des Konflikts zwischen Sansculotten, Kommune und Jakobinern von Paris einerseits und den Girondisten andererseits
Als überdies die Zwölferkommission in der Nacht vom 24. auf den 25. Mai 1793 den populären Zeitungsherausgeber Jacques René Hébert (1755–1794), der in seinem linken Blatt Le père Duchesne anti-girondistische Artikel und Aufstandsaufrufe veröffentlicht hatte, und gleich darauf die beiden linken Revolutionäre Jean-François Varlet (ein Postangestellter und bekannter Straßenredner) und Jean-Baptiste Marino, die in Versammlungen auf dem Rathaus und bei den Cordeliers unter anderem einen Aufstand gegen den Konvent und die Ausschaltung von 22 girondistischen Volksvertretern gefordert hatten, verhaften ließ, war das Maß für viele Sansculotten, Jakobiner und links stehende Mitglieder der Stadtverwaltung voll.
Noch am 25. Mai 1793 erschien die aufgebrachte Kommune vor dem Konvent und forderte die Freilassung Héberts sowie den Tod für „die Verleumder von Paris“ und für die „girondistischen Verräter“. Der Präsident des Konvents, der Girondist Maximin Isnard, vergaß sich daraufhin und drohte der Kommune mit der Zerstörung von Paris, sofern den Konventsdeputierten nur irgendetwas angetan würde.
Eine weitere Stufe der Eskalation im Konflikt zwischen Kommune, Sansculotten und Jakobinern einerseits und den Girondisten andererseits wurde erreicht, als am Folgetag der Zwölferausschuss überraschend den Präsidenten der Sektion Cité und – in seiner Eigenschaft als Mitglied der Justizverwaltung eigentlich unverletzlichen – Richter am Pariser Revolutionstribunal, Claude-Emmanuel Dobsent, festnehmen ließ und gleichzeitig fünf Bürger, die Dobsent kurz vorher wegen ihrer schlechten Reden über Robespierre und Marat hatte verhaften lassen, wieder auf freien Fuß setzen ließ.
Außerdem verbot der girondistisch dominierte Konvent ohne jede weitere Erörterung den Pariser Sektionskommissionen, sich „revolutionär“ zu nennen und befahl allen Ausschüssen, sich auf ihre gesetzlichen Machtbefugnisse zu beschränken.

## Erste gewaltsame Aktionen gegen den Konvent
Nach diesen erneuten Kampfansagen rief Robespierre in einer Rede vor dem Pariser Jakobinerklub am Abend des 26. Mai unverhohlen zum Aufstand gegen die „bestochenen“ Konventsabgeordneten (Abgeordnete der Gironde) auf. Die Pariser Jakobiner erklären sich darauf im Zustand der Insurrektion gegen den Konvent und beschlossen, in Permanenz zu tagen.
Nachdem es am Morgen des 27. Mai 1793 bewaffneten Unzufriedenen aus den Sektionen der Hauptstadt gelungen war, sich der äußeren Zugänge zu den Tuilerien, dem Tagungsort des Konvents, zu bemächtigten, drang eine Volksmenge der Sektion Cité bis zum Sitzungssaal des Konvents vor und verlangte dort die Freilassung des Sektionspräsidenten Dobsent und die Überstellung der Mitglieder des Zwölferausschusses an das Revolutionstribunal. Dem Präsidenten des Konvents, Isnard, gelang es jedoch, die Eingänge zum Konvent durch die Nationalgarde zu räumen und die Bewegungsfreiheit der Abgeordneten wiederherzustellen. Nachdem Isnard und die Deputierten der Gironde den Sitzungssaal verlassen hatten, führte die Bergpartei unter Vorsitz des neuen Konventspräsidenten Marie-Jean Hérault de Séchelles die Sitzung fort und empfing zwei Volksabordnungen, welche die Freilassung Héberts, Marinos, Dobsents und weiterer Inhaftierter sowie die Anklageerhebung gegen den früheren girondistischen Innenminister Roland forderten. Unter tumultartigen Umständen und unter dem Druck der immer noch anwesenden Volksmenge beschlossen die ca. 100 im Sitzungssaal verbliebenen Abgeordneten gegen Mitternacht per Dekret, die Gefangenen Hébert, Marinos und Dobsent freizulassen, den Zwölferausschuss aufzulösen und dessen bisherige Tätigkeit durch den Überwachungsausschuss überprüfen zu lassen.

## Anlass des Aufstands
In der nächsten Konventssitzung (28. Mai 1793) behauptete der Abgeordnete Jean-Denis Lanjuinais aus der Bretagne, dass die unter dem Druck der Volksmenge zu mitternächtlicher Stunde zustande gekommenen Konventsbeschlüsse ungültig seien, weil die im Saal anwesende Bevölkerung mitvotiert hätte und der Konvent nicht frei gewesen sei.
Bei der daraufhin durchgeführten Abstimmung konnten die Girondisten zwar mit 279 zu 238 Stimmen die Rücknahme des umstrittenen Dekrets, das die Zwölferkommission auflöste, bewirken, jedoch zeigte das Abstimmungsergebnis, dass die Gironde nur 41 Stimmen mehr als die Bergpartei erhalten hatte (vor allem, weil ca. 140 Abgeordnete der Ebene ins Lager der Bergpartei übergelaufen waren).
Angesichts des Verlusts an Rückhalt im Konvent und des nach wie vor bestehenden äußeren Drucks durch Sansculotten und radikalisierte Jakobiner, wurde den Girondisten mehr und mehr bewusst, dass jetzt Kompromisse unausweichlich waren.
Noch in derselben Sitzung beschloss der Konvent auf Antrag der Girondisten die vorläufige Freilassung der Bürger, die auf Befehl der Zwölferkommission inhaftiert worden waren (darunter Hébert und Dobsent).
Jedoch kam dieses Zeichen eines Einlenkens zu spät, denn zwischenzeitlich war das Abstimmungsergebnis über die Beibehaltung der Zwölferkommission publik geworden. Die Wiedereinsetzung der Zwölferkommission war für die meisten Unzufriedenen ein willkommener Anlass zum Losschlagen.
Noch am gleichen Tag ergriff die Sektion Cité die Initiative und appellierte an die übrigen Pariser Sektionen, Kommissare für eine zentrale Versammlung, die im bischöflichen Palais zusammenkommen sollte, zu bestimmen.

## Unmittelbare Aufstandsvorbereitungen
Bereits am Folgetag (29. Mai 1793) ernannten die Sektionen Kommissare mit unbeschränkten Vollmachten, darunter den Radikalen Jean-François Varlet, der als Kommissar der Sektion „Droits de l’Homme“ den sofortigen Aufstand gegen den Konvent propagierte.
Unmittelbar darauf (30. Mai 1793) beschloss die im bischöflichen Palast tagende Versammlung der Sektionskommissare (33 von 48 Pariser Sektionen waren hier durch Kommissare vertreten) den Eintritt von Paris in den Aufstand zwecks Festnahme der so genannten „Verräter“ im Konvent (Ausschaltung der Wortführer der Girondisten).
Gleichwohl war die Haltung der Sektionen in der Frage, ob zum Aufstand gegriffen werden sollte, uneinheitlich. Einige Sektionen standen einem solchen Unternehmen mit Vorbehalten oder gar ablehnend gegenüber. Zum Beispiel hatten Abordnungen aus den Vorstädten Saint Antoine und Saint Marceau, darunter vor allem Vertreter der Sektionen Montreuil und Popincourt, Vorbehalte gegen den Aufstand und verlangten neue Vollmachten. Die Sektion Finistère im Faubourg Saint Marceau war überhaupt gegen jegliche Gewalt gegen den Konvent.
Die Kommune, voran Bürgermeister Pache, der Generalprokurator Chaumette und der eben erst freigekommene Hébert, bemühten sich derweil, die Aufstandsbewegung zu mäßigen. Auch die Pariser Departementverwaltung verfolgte dieses Ziel. Sie versuchte, die Oberleitung des Aufstands den überwiegend radikalen Sektionskommissaren des bischöflichen Palastes aus den Händen zu nehmen und lud Vertreter der Sektionen auf den 31. Mai um 9 Uhr morgens in den Jakobinerklub, um dort eine neue Oberbehörde zu etablieren. Die Einladungen wurden jedoch erst am 30. Mai abends an die Sektionen versandt und kurz darauf bekannt gegeben, zu einem Zeitpunkt, als die im bischöflichen Palast versammelten Sektionskommissare schon gehandelt und Fakten geschaffen hatten.
Sowohl der Wohlfahrtsausschuss als auch die Minister waren über den kurz bevorstehenden Aufstand und die damit zusammenhängenden Dinge gut unterrichtet. Beide Behörden waren aber führerlos und gespalten, die meisten ihrer Mitglieder unsicher über die zu treffenden Maßnahmen, voll Besorgnis über die Sektionen und den Generalrat, zugleich aber auch misstrauisch gegenüber der Gironde.
In der Nacht vom 30. auf den 31. Mai 1793 schritt die Versammlung der zum Aufstand bereiten Sektionskommissare im bischöflichen Palast zur Tat und ernannte einen revolutionären Zentralausschuss, bekannt als comité de l'évêché, der aus neun (übergeordneten) Kommissaren der öffentlichen Wohlfahrt bestand, darunter Claude-Emmanuel Dobsent, Jean-François Varlet, Andrés María Guzmán (Gusman) und Louis Pierre Dufourny de Villiers, ein Freund Dantons. Damit verfügten die Aufständischen über ein Führungsorgan. Dieses befahl als erste Maßnahme die Verhaftung aller „Verdächtigen“ und berief in der Person des Hauptmanns der Sektion „Sansculottes“, François Hanriot, einen neuen (provisorischen) Kommandanten der Nationalgarde.

## Der ergebnislose Aufstand vom 31. Mai 1793
Am 31. Mai 1793 ertönte gegen 3 Uhr morgens die Sturmglocke der Kathedrale Notre-Dame de Paris und um 4 Uhr trommelten alle Tamboure mehrere Male zum Sammeln der Bürger. Gegen 6 Uhr begaben sich die Sektionskommissare aus dem bischöflichen Palast, Dobsent an der Spitze, zur Pariser Stadtverwaltung und wurden dort von Jacques René Hébert, Pierre Gaspard Chaumette und dem Pariser Bürgermeister Jean Nicolas Pache willkommen geheißen. Im Namen des Volkes verlangte und erreichte Dobsent, dass die Stadtbehörden und der Generalrat aufgelöst und neu gebildet wurden. Die Pariser Kommune schwankte zwischen Gemäßigten und Radikalen. Der revolutionäre Zentralausschuss, der größtenteils aus Anhängern Marats bestand, und der Generalrat von Paris, der überwiegend jakobinisch eingestellt war, gaben widersprechende Anweisungen. Letztendlich konnten sich jedoch die Radikalen durchsetzen. Der neu ernannte Kommandant der Nationalgarde Hanriot, der zur Gruppe der Radikalen zählte, ließ gegen 9 oder 10 Uhr morgens die Alarmkanone abfeuern und gab damit das Signal zum Aufstand.
Danton verlangte darauf im Konvent die Aufhebung der Zwölferkommission. Die Pariser Kommune war jedoch uneins und konnte sich zu nichts durchringen. Erst am späten Vormittag erschien vor dem Konvent eine Abordnung, die angab, vom Generalrat der Stadt Paris entsandt zu sein. Sie verlangte die Ergreifung der Urheber der „Verschwörung“ unter den Abgeordneten. Eine zweite von Bürgermeister und Gemeinderat entsandte Abordnung widersprach der ersten, brachte eine relativ gemäßigte Haltung zum Ausdruck und näherte sich den Gemäßigten im Konvent an.
Von allen Kirchen läuteten die Sturmglocken und einige Sektionen schlugen den Generalmarsch, aber der Aufstand kam trotz allem nicht richtig zum Ausbruch. Es bildeten sich nur kleine bewaffnete Gruppen und vereinzelte Eiferer durcheilten die Stadt. Da nur Wenige auf die Sturmglocken reagierten, ließ der Generalrat der Kommune diese nachmittags zum Schweigen bringen.
Währenddessen verlangte der Abgeordnete Georges Couthon im Konvent – wie schon Danton – die Aufhebung der Zwölferkommission. Abordnungen, die nach und nach im Konvent eintrafen, stellten den Aufruhr in Abrede. Ein Antrag des Abgeordneten Bertrand Barère auf Aufhebung der Zwölferkommission und „Anrufung der bewaffneten Macht“ zum Schutz des Konvents wurde von der Rechten abgewiesen.
Durch gezielte Falschmeldungen Marats und seiner Anhänger, welche auf den Straßen ausrufen ließen, die Sektion Butte-des-Moulins – die Sektion der Händler, Goldschmiede, Uhrmacher und Juweliere – habe zur Gegenrevolution ausgerufen, wurde der Faubourg Saint-Antoine gegen fünf Uhr abends zum Aufstand aufgestachelt. Eine große Menschenmenge ergoss sich darauf durch die Rue Saint Antoine, über den Grèveplatz und durch die Rue Saint Honoré.
Gegen Abend erschien eine Abordnung der Jakobiner im Konvent und gab bekannt, dass die Jakobiner von der Kommune Besitz ergriffen hatten und sich als legitime Vertreter der Stadt Paris betrachten würden. Der Wortführer der Deputation, der Gemeindeanwalt Lhuillier, ereiferte sich in zügellosen Anklagen und Hasstiraden gegen die Girondisten.
Kurz darauf durchbrach eine mit Piken und Stöcken bewaffnete Menge die Barre des Konvents und überschwemmte den Plenarsaal. Zahlreiche Eingedrungene verbrüderten sich mit den Abgeordneten der Bergpartei. Wegen des großen Ansturms flüchteten viele Abgeordnete auf die wenig besetzten Bänke der Rechten, worauf die Beratungen des Konvents unterbrochen wurden. Der Girondist Pierre Vergniaud beantragte schließlich, dass die Abgeordneten den Saal verlassen und sich unter den Schutz der Nationalgarde am Nahe gelegenen Carrousel begeben sollten; er konnte sich mit diesem Antrag aber nicht durchsetzen. Während die Konventsdeputierten der Mitte (der so genannte „Sumpf“) wie gelähmt auf ihren Sitzen ausharrten, ergriff Robespierre das Wort und verlangte die Aufhebung der Zwölferkommission sowie strenge Maßnahmen gegen deren Mitglieder. Außerdem griff Robespierres die Girondisten heftig an und forderte die Verfolgung und Verhaftung aller im Konvent befindlichen „Verräter“.
Nach anschließendem längerem Applaus beschloss der Konvent unter anderem die Aufhebung der Zwölferkommission, den permanenten Schutz der Volksvertretung durch die „bewaffnete Macht“ und die Untersuchung der angezeigten „Verschwörungen“. Das Lärmen war dabei so groß, dass für viele Anwesenden unklar war, ob der Beschluss überhaupt mit der notwendigen Stimmenmehrheit zustande gekommen war.
Zwischenzeitlich war eine bewaffnete Volksmenge aus dem Faubourg Saint Antoine aufgebrochen, um gegen die Sektion Butte-des-Moulins, die angeblich royalistisch gesinnt war und die weiße Kokarde genommen hatte, vorzugehen. Auf die Nachricht, dass schlagkräftige Scharen gegen ihre Sektion vorrückten, griffen zahlreiche Bewohner der Sektion Butte-des-Moulin unterstützt von Angehörigen der Sektionen 1792, Mail und Gardes-Françaises zu den Waffen und verbarrikadierten sich im Garten des Palais Royale. Bewaffnete Auseinandersetzungen konnten jedoch verhindert werden, nachdem klar geworden war, dass die Bewohner dieser Sektionen zur Republik und zur Trikolore standen. Letzten Endes kam es im Garten des Palais Royale sogar zu zahlreichen Verbrüderungen.
Nachdem neue – dieses Mal friedfertige – Volksmassen in den Sitzungssaal des Konvents gelangten und die Nachricht brachten, dass sich im Palais Royale die Bevölkerung des Faubourg Saint Antoine von den guten republikanischen Gesinnungen ihrer vermeintlichen Gegner überzeugt hatte, hob in dem darauf ausbrechenden allgemeinen Freudentaumel der Konvent die Sitzung auf, worauf sich viele Abgeordnete nach draußen begaben und mit dem Volk verbrüderten.
Um 9 Uhr abends war alles ruhig. Alles was Robespierre, die radikalen Jakobiner und Bergparteiler, die Sektionen und die Kommune an diesem ereignisreichen Tag erreichen konnten, war die Auflösung der Zwölferkommission. Bei einem Großteil der Revolutionäre war die zum Losschlagen bereite Stimmung einer mehr abwartenden Haltung gewichen. Viele Akteure lehnten jetzt einen Angriff auf die Tuilerien und ein gewaltsames Vorgehen gegen die Girondisten ab, einige predigten sogar Mäßigung, z. B. Pache, der sagte „Die Zweiundzwanzig festnehmen, hieße, die Departements zu den Waffen greifen zu lassen, den Bürgerkrieg entfesseln!“ Auch der Richter am Pariser Revolutionstribunal Claude-Emmanuel Dobsent riet zur Mäßigung. Jedoch lancierten Radikale und Fanatiker gezielt das Gerücht, der Konvent habe den Zwölferausschuss wieder eingesetzt.

## Der Aufstand vom 2. Juni 1793 und das Ende der Gironde
Nachdem eine Abordnung der Gemeindeverwaltung und des Departements mit einer drohenden Eingabe in den Tuilerien erschienen war, beschloss der Konvent am Abend des 1. Juni 1793, dass die Kommune und alle diejenigen, die Beweisstücke gegen die beschuldigten Abgeordneten besäßen, gehalten seien, diese vorzulegen, und dass der Wohlfahrtsausschuss innerhalb von drei Tagen über die Eingabe Bericht erstatten und geeignete Maßnahmen beantragen solle.
Dieser relativ lange Aufschub und die Forderung des Konvents, Tatsachenbeweise zu erbringen, brachte die Kommune dazu, dass nur mit Gewalt etwas zu erreichen sei. Radikale Revolutionäre hielten in den Sektionen und in einer Sitzung des Generalrats gegen die gemäßigten Jakobiner aufreizende Reden, beklagten die Mäßigung der jakobinischen Amtsträger und kritisierten die Schwäche und Unentschlossenheit der jakobinischen Aktionen.
Auch gegen Danton wurden Klagen laut, vor allem dass seine Energie seit der Aufhebung der Zwölferkommission sehr nachgelassen habe.
Schließlich kamen Radikale und Gemäßigte im Generalrat überein, in der Nacht vom ersten auf den zweiten Juni in ganz Paris durch Gemeindebeamte die Verordnungen vom 31. bei Fackelbeleuchtung und Trommelschlag öffentlich verkünden zu lassen und die Bürger aufzufordern, ihre Rechte einzufordern.
Fast gleichzeitig beschloss der revolutionäre Zentralausschuss im bischöflichen Palast aufgrund eines Vorschlags Marats, den Konvent mit Truppen zu umstellen und die Abgeordneten erst aus dem Sitzungssaal zu lassen, wenn sie die 22 Girondisten per Dekret unter Anklage gestellt hätten.
Am Morgen des 2. Juni 1793 traf in Paris die Nachricht von den konterrevolutionären Vorgängen in Lyon ein (Ausschaltung der jakobinischen Lyoner Kommune mit ca. 800 toten Patrioten durch Royalisten unter angeblicher Beteiligung von Girondisten). Die Nachricht verbreitete sich wie ein Lauffeuer und brachte das Pulverfass der brodelnden revolutionären, gegen den Konvent gerichteten Volksbewegung zur Explosion.
Nachdem der Generalmarsch in allen Straßen geschlagen worden war, drang eine Menschenmenge in den Sitzungssaal des Konvents ein und forderte die vorläufige Verhaftung der „Aufwiegler“ unter den Abgeordneten (Girondisten). Der Präsident des Konvents, der Montagnard François René Mallarmé, wies dieses Ansinnen zurück und verlangte die Lieferung von Beweisen zur Entlarvung und Überführung der angeblichen Verräter im Konvent. Nach kurzer Zeit verfügte der von einer ganzen Armee Aufständischer und Nationalgardisten belagerte Konvent die Überweisung der Angelegenheit an den Wohlfahrtsausschuss.
Als im Konvent ein paar Zuschauer auf den Tribünen zu den Waffen aufriefen und ein Deputierter der Rechten die vorläufige Festnahme der girondistischen Volksvertreter forderte, entstand unter den Abgeordneten nicht nur der Rechten (überwiegend Girondisten), sondern auch des Zentrums (Ebene) und eines großen Teils der Linken (Anhänger Dantons und nichtjakobinischer Berg einschließlich der Abgeordneten Henri Grégoire und Joseph Cambon) ein Entrüstungssturm. Letztendlich machte aber der jakobinische Berg – vor allem die Freunde Robespierres und die Anhänger Marats – gemeinsame Sache mit dem zentralen Aufstandsausschuss des bischöflichen Palais. Der Montagnard René Levasseur hielt eine eifernde, von Fanatismus sprühende Rede gegen die Gironde und verlangte nicht nur die vorläufige, sondern endgültige Verhaftung der girondistischen Abgeordneten.
Schließlich erschien der Abgeordnete Bertrand Barère, ein Montagnard und Mitglied des Wohlfahrtsausschusses, im Konvent und verlas die Stellungnahme des Wohlfahrtsausschusses, der an Stelle einer Verhaftung einen zeitlich befristeten freiwilligen Rücktritt der beschuldigten Volksvertreter, an deren Patriotismus er appellierte, vorschlug.
In der Folge bekundeten mehrere Abgeordnete der Gironde ihr Einverständnis mit einem freiwilligen Mandatsverzicht, darunter Maximin Isnard, der Arzt François Xavier Lanthenas (ein Freund des früheren Innenministers Roland) und Charles Jean Marie Barbaroux, letzterer jedoch nur unter der Bedingung, dass die Konventsmehrheit die Absetzung der girondistischen Deputierten förmlich verfüge. Hierauf ertönten von den Tribünen Todesdrohungen des Publikums, ebenso aus einer Ecke der Bergpartei. Der Kapuziner François Chabot stieß zudem wüste Beschimpfungen gegen Barbaroux aus. Der Abgeordnete Marat missbilligte den auf Deeskalation abzielenden Vorschlag des Wohlfahrtsausschusses. Der Deputierte Jacques Nicolas Billaud-Varenne, der dem radikalen Flügel der Bergpartei angehörte, forderte die Anklageerhebung gegen seine girondistischen Kollegen durch namentlichen Aufruf. Indessen hinderten einige weibliche Besucher verschiedene Abgeordnete, den Sitzungssaal zu verlassen. Als zur Mittagszeit sich mehrere Deputierten zum Mittagessen nach draußen begeben wollten, wurden sie von der im und vor dem Saal befindlichen, aggressiven Volksmenge gewaltsam am Verlassen des Gebäudes gehindert.
Als die Abgeordneten den Kommandanten der Parlamentswache zu ihrem Schutz herbeibeorderten, meldete dieser, dass seine Schildwachen durch ein Bataillon außerordentlicher Nationalgarden ersetzt worden sei und dass er selbst gezwungen sei, Befehle von anderer Seite entgegenzunehmen. Schließlich stellte sich heraus, dass der Hauptmann, der den neuen Wachen jetzt Befehle erteilte, ein Gefolgsmann von Robespierre und Lhuillier, dem eigentlichen Anführer des Volksaufstands, war. Der Konvent war nun ohnmächtig der wütenden Volksmenge ausgeliefert.
Der Deputierte Barère schlug den gefangenen Konventsmitgliedern vor, zu versuchen, die Beratungen inmitten der etwas weiter weg stationierten, 80.000 Mann starken Nationalgarde, die dem Konvent wohlgesinnt sei, fortzusetzen.
Angeführt vom Konventspräsidenten Hérault de Séchelles begaben sich kurz darauf die Abgeordneten der Ebene, gefolgt von ca. 100 Deputierten der Rechten (überwiegend Girondisten) und der Masse der Bergpartei, jedoch ohne die linksgerichteten Montagnards nach draußen auf den Hof der Tuilerien, um den Versuch zu unternehmen, zur Nationalgarde zu gelangen und sich unter deren Schutz zu stellen. Da der Vorhof der Tuilerien von drei- bis viertausend bewaffneten Aufständischen und 150 Kanonieren unter dem Kommando des angetrunkenen provisorischen Befehlshabers der Nationalgarde, François Hanriot, völlig eingeschlossen war, gab es keine Möglichkeit, sich zu den weiter weg stehenden loyalen Nationalgarden durchzuschlagen. Augenblicklich sahen sich Hérault de Séchelles und die Masse des Konvents François Hanriot und seinen bewaffneten Leuten gegenüber. Auf die Frage des Konventspräsidenten nach dem Verlangen des Volks entgegnete Hanriot, dass das Volk 34 Opfer brauche (!).
Um seiner Forderung Nachdruck zu verleihen, befahl er die Kanoniere an die Geschütze und ließ sechs Geschütze auf die im Hof versammelten 300 Volksvertreter richten. Fast gleichzeitig sprangen etwa zwei dutzend Aufständische mit gezückten Degen und gefällten Bajonetten auf die verängstigten Abgeordneten zu.
In dieser Situation der äußersten Bedrohung zeichnete sich der Konventspräsident durch Schwäche und Entschlusslosigkeit aus. Von seinem sonst wortgewaltigen Freund Danton, der sich unentschieden zeigte, wurde er überdies im Stich gelassen.
Führerlos wichen die Konventsabgeordneten zurück, durchliefen die Vorhalle der Tuilerien und den Pavillon de l’Horloge und eilten sodann in den nahen Garten, um zur Drehbrücke über die Seine zu flüchten. Mit einem Haufen zerlumpter Kinder folgte Marat den Flüchtenden bis zum großen Becken, holte sie dort ein und forderte sie zur Rückkehr in den Sitzungssaal auf. Die Anhänger Dantons unter den Abgeordneten, von Danton im Stich gelassen, und die Unabhängigen der Bergpartei folgten dem Ruf Marats und kehrten in den Sitzungssaal zu den dort verbliebenen ungefähr dreißig Montagnards, die Robespierre und Marat nahestanden, zurück. Bald darauf kehrten auch die Abgeordneten der Gironde, die Aussichtslosigkeit einer Flucht erkennend, in den Sitzungssaal im Tuilerienpalast zurück.
Der gelähmte Abgeordnete Georges Couthon forderte darauf von der Bank der dreißig radikalen Montagnards die Arretierung von 22 Volksvertretern der Gironde einschließlich des Zwölferausschusses und der beiden girondistischen Minister Étienne Clavière und Pierre Henri Lebrun-Tondu. Er wusste nicht, dass Clavière bereits in der Nacht vom 1. auf den 2. Juni 1793 verhaftet worden war. Während man sodann im Konvent die Verhaftungsverfügung verlas, sagte Marat: „Fügen Sie diesen hinzu, streichen Sie jenen …“. Der Vorlesende fügte hinzu und strich, ohne sich um den Konvent zu scheren. Nachdem eine ordnungsgemäße Abstimmung über das Verhaftungsdekret nicht zustande kam, votierten die Deputierten der Bergpartei zusammen mit dem im Sitzungssaal befindlichen Publikum, was eigentlich ungesetzlich war, für das Arretierungsdekret. Ein Einspruch einer großen Zahl Abgeordneter wurde zwar gesondert protokolliert, das Protokoll später aber vernichtet. Gegen Ende der Sitzung erschien eine Deputation, die behauptete, das gesamte Volk von Paris zu vertreten, um dem Konvent ihren Dank auszusprechen.
Durch das Arretierungsdekret wurden 29 Abgeordnete der Gironde (Barbaroux, Bergoeing, Bertrand de La Hosdinière, Birotteau, Boileau, Brissot, Buzot, Chambon, Gardien, Gensonné, Gomaire, Gorsas, Grangeneuve, Guadet, Henry-Larivière, Kervélégan, Lanjuinais, Lasource, Lehardy, Lesage, Lidon, Louvet, Mollevaut, Pétion, Rabaut-Saint-Etienne, Salle, Valazé, Vergniaud und Viger), darunter 10 Mitglieder der Zwölferkommission, sowie die beiden girondistischen Minister Clavière und Lebrun-Tondu unter Hausarrest gestellt.

## Folgewirkung
Einigen Mitgliedern der in Paris unter Hausarrest gestellten Girondisten (Barbaroux, Brissot, Grangeneuve, Lanjuinais, Mollevaut, Pétion usw.) gelang in der Folge die Flucht in ihre Heimatgebiete, von wo sie die Herrschaft des Wohlfahrtsausschusses und des unter Kontrolle der Jakobiner stehenden Konvents teilweise gewaltsam zu bekämpfen suchten, was eine weitere Eskalation der Aufstände und Bürgerkriege in den westlichen und südlichen Teilen Frankreichs bewirkte.
Bereits einen Tag nach der Ermordung Marats wurden zwei Deputierte der Gironde als angebliche Mitschuldige Charlotte Cordays verhaftet und bei einem derselben ein schriftlicher Protest von 73 Abgeordneten gegen die Ausschaltung der Girondisten vom 2. Juni 1793 gefunden, welcher seitdem als prozesstaugliches Beweisstück die Köpfe seiner Unterzeichner bedrohte.
Am 28. Juli 1793 verfügte der Konvent die Ächtung von zwanzig und die Überweisung von neun girondistischen Deputierten an das Pariser Revolutionstribunal.
Mit Ausnahme des Abgeordneten Vallazé, der sich im Gerichtssaal erdolcht hatte, wurden die dem Revolutionstribunal überstellten Volksvertreter am 30. Oktober 1793 zusammen mit 14 anderen, am 2. Juni 1793 nicht belangten Girondisten (die Zahl von 22 musste ja erfüllt werden) durch das Pariser Revolutionstribunal zum Tode verurteilt und am Folgetag auf der Place de la Révolution, der heutigen Place de la Concorde, guillotiniert.
Durch die Ereignisse des 31. Mai und 2. Juni 1793 wurde die Gironde als bestimmende Größe in der französischen Politik ausgeschaltet. Sie sollte nie mehr ihren früheren Einfluss zurückerlangen. Die zutiefst gedemütigte Volksvertretung, der Nationalkonvent, schied als Zentrum der Politik bis zum Ende der Jakobinerherrschaft (27. Juli 1794) aus. An seine Stelle traten als ausschlaggebende Machtfaktoren der Wohlfahrtsausschuss, der Pariser Jakobinerklub und die Kommune von Paris. Mit dem Sturz der Girondisten begann die Herrschaft der sich mehr und mehr radikalisierenden Jakobiner.

## Fachtermini für den Aufstand in der französischen Historiographie
In der französischen Geschichtsschreibung werden der Aufstand und die Aufstandsereignisse häufig als journées du 31 mai et du 2 juin 1793 (denkwürdige Tage des 31. Mai und 2. Juni 1793), journées du 31 mai au 2 juin 1793 (denkwürdige Tage vom 31. Mai bis 2. Juni 1793), les journées d’émeute des 31 mai et 2 juin 1793 (die denkwürdigen Tage des Aufruhrs des 31. Mai und 2. Juni 1793) oder journées insurrectionelles du 31 mai et du 2 juin 1793 (denkwürdige Aufstandstage des 31. Mai und des 2. Juni 1793) bezeichnet, manchmal auch als les violences du 31 mai et du 2 juin 1793 (die Gewalttätigkeiten vom 31. Mai und 2. Juni 1793), les journées révolutionnaires des 31 mai, 1er et 2 juin 1793 (die denkwürdigen revolutionären Tage des 31. Mai, 1. und 2. Juni 1793) oder la chute des Girondins 31 mai, 1er et 2 juin 1793 (der Sturz der Girondisten [am] 31. Mai, 1. und 2. Juni 1793).